# Sulfit de potasiu
Sulfitul de potasiu este un compus anorganic, o sare de potasiu cu formula chimică K2SO3. Este un solid alb ușor solubil în apă. Este utilizat pe post de conservant.

## Obținere și proprietăți
Sulfitul de potasiu este obținut în urma procesului de descompunere al metabisulfitului de potasiu la 190 °C, formându-se și dioxid de sulf:
{\displaystyle {\ce {K2S2O5 -> K2SO3 + SO2}}}